# Fluminense Football Club
Fluminense Football Club je nogometni klub iz brazilskog grada Rio de Janeira. Osnovan je 1902. godine. Nadimak kluba je Tricolor. Klub trenutačno igra u prvoj brazilskoj ligi.
Najveći suparnici su mu Vasco da Gama, Flamengo i Botafogo. Klub igra u zeleno-crvenim dresovima. 
Jedan je od najuspješnijih klubova u Brazilu, 4 puta je osvojio brazilsku prvu ligu, jednom brazilski kup te 30 puta prvenstvo države Rio de Janeiro. 

## Poznati igrači
| - Ambrois - Assis - Branco - Capuano - Carlos Alberto Parreira - Carlos Alberto Torres - Castillo - Dario Conca - Deco - Dejan Petković - Delei - Doval - Edinho - Ézio - Félix - Flávio - Fred - Gérson - Magno Alves - Muricy Ramalho - Ondino Viera - Oscar Cox |  | - Paulo César Caju - Paulo Vítor - Píndaro - Pinheiro - Preguinho - Quincey Taylor - Ramón Platero - Renato Gaúcho - Ricardo Gomes - Rivellino - Romário - Romerito - Russo - Santamaría - Telê Santana - Thiago Silva - Waldo - Walfare - Washington - Waterman - Zezé Moreira - Ronaldniho |  |  |

## Trofeji
- Prvenstvo Brazila: 1970., 1984., 2010., 2012.
- Kup Brazila: 2007.
- Interkontinentalni kup: 1952.
- Olimpijski kup: 1949.
- Taça de Prata: 1970.
- Torneio Rio-São Paulo: 1957., 1960.
- Prvenstvo Carioca:  1906., 1907., 1908., 1909., 1911., 1917., 1918., 1919., 1924., 1936., 1937., 1938., 1940., 1941., 1946., 1951., 1959., 1964., 1969., 1971., 1973., 1975., 1976., 1980., 1983., 1984., 1985., 1995., 2002., 2005., 2012.
- Taças Guanabara: 1966., 1969., 1971., 1975., 1983., 1985., 1991., 1993.
- Ljetni Međunarodni turnir u Rio de Janeiru: 1973.
- Via del Mai turnir: 1976.
- Turniri u Parizu: 1976., 1987.
- Teresa Herrera turnir: 1977.
- Turnir u Seoulu : 1984.
- Kirin kup : 1987.
- Turnir u Kijevu: 1989.

## Vanjske poveznice
- Službena stranica